# 合室遗址
合室遗址，位于山西省长治市潞城区北5公里合室乡合室村东北的台地上，是中华人民共和国山西省文物保护单位之一。
1965年5月24日，授予山西省文物保护单位，是一座古遗址。